# Патрашев, Анатолий Николаевич
Анатолий Николаевич Патрашев (1910—1988) — учёный в области гидродинамики, доктор технических наук, профессор, Заслуженный деятель науки и техники РСФСР, инженер-полковник.

## Биография
Анатолий Николаевич Патрашев родился 13 сентября 1910 года в деревне Красное Вологодской губернии в семье крестьянина.
В 1928 году поступил на инженерно-строительный факультет в Ленинградский политехнический институт. В 1932 году, после окончания обучения, был оставлен в институте для научно-педагогической работы.
В 1935 году окончил аспирантуру при кафедре гидравлики и защитил кандидатскую диссертацию (научный руководитель академик Н. Н. Павловский).
Поступил в докторантуру в Москве при Энергетическом институте им. Г. М. Кржижановского Академии наук СССР.
В 1939 году был назначен заместителем директора Всесоюзного научно-исследовательского института гидротехники им. Б. Е. Веденеева и там же защитил докторскую диссертацию, посвящённую проблеме фильтрации воды в деформируемых грунтах.
В 1940 году Анатолий Николаевич перешёл на преподавательскую работу в Высшее военно-морское инженерное училище им. Ф. Э. Дзержинского, назначен начальником кафедры гидромеханики.
За годы работы в училище им было создано несколько лабораторий и уникальных экспериментальных установок.
В 1958 ему было присвоено звание Заслуженный деятель науки и техники РСФСР.
В 1959 году, А. Н. Патрашев стал одним из основателей Научного Совета по гидродинамике подводных лодок при Президиуме Академии Наук СССР.
В 1972 году уволен с действительной военной службы в звании инженер-полковника запаса, продолжил работу в училище.
В 1973 году возглавил кафедру механики училища, которая была образована после объединения кафедр гидромеханики и теоретической механики.
Патрашев был многие годы председателем и заместителем председателя Учёного (диссертационного) Совета училища, членом Пленума ВАК при Совете Министров СССР, постоянным членом Учёных Советов многих научных и учебных заведений. Некоторое время А. Н. Патрашев преподавал в Военно-морской академии кораблестроения и вооружения имени А. Н. Крылова.
Им было подготовлено более 120 докторов и кандидатов технических наук.
Скончался профессор А. Н. Патрашев 27 января 1988 года, похоронен в Санкт-Петербурге.

## Научная школа Патрашева
Главными принципами школы Патрашева стали фундаментальность в сочетании с прикладной направленностью проводимых исследований в интересах научно-технического кораблестроения и Военно-морского флота.

«Анатолий Николаевич инициировал и возродил в педагогическом коллективе училища интерес к науке и подобно центру кристаллизации создал вокруг себя постоянно расширявшийся коллектив одержимых творчеством талантливых учёных… В результате была создана уникальная по своему составу и по своей роли в решении проблем разработки и развития военно-морской техники и оружия знаменитая школа Патрашева»— академик А. А. Саркисов
Достижениями научной школы профессора А. Н. Патрашева являются:
 — исследования по созданию принципиально новых типов движителей — гидрореактивного, а также типа «машущее крыло» и волнового движителя с рабочей частью, построенной на принципе бегущей волны;
 — исследования в области гидродинамики и динамики подводной лодки;
 — развитие методов снижения сопротивления движению кораблей и морского оружия путём управления пограничным слоем — вдув и отсос жидкости, использование упругих покрытий и полимерных добавок;
 — работы в области гидробионики и развитие теории нестационарной гидродинамики и движения деформируемых тел; А. Н. Патрашев выступил с инициативой, поддержанной Главнокомандующим ВМФ Адмиралом Флота Советского Союза С. Г. Горшковым, о создании первого в стране Океанариума ВМФ, который и был создан в 1965 году в Севастополе.
 — гидродинамические исследования в области теории ядерных реакторов;
 — разработка основ теории магнитной гидродинамики и создание магнитогидродинамических движителей;
 — развитие теории и методов оценки воздействия подводных и воздушных взрывов, в том числе атомных, на различные объекты ВМФ;
 — разработку новых методов поражения воздушных целей с помощью высокоскоростных осколков-бойков;
 — работы в области гидродинамики и динамики морского оружия, включая проблемы подводного старта и разработку буксировщиков подводных диверсантов;
 — решение практических задач проектирования и строительства Братской, Асуанской, Нурекской и ряда других ГЭС;
 — фундаментальные работы по проблемам турбулентности;В научной работе 1980 года Патрашев одним из первых для определения скоростей и давлений турбулентного потока предложил использовать вихревые модели невязкой жидкости. В настоящее время такой подход реализуется с использованием компьютерных технологий.
 — существенный вклад в развитие теории и методов расчёта фильтрации грунтов.
В результате плодотворной деятельности коллектива созданной А. Н. Патрашевым проблемной лаборатории совместно с единомышленниками — специалистами ЦНИИ имени академика А. Н. Крылова, 1 ЦНИИ МО, конструкторских бюро «Рубин», «Малахит» и «Винт» был создан и установлен на подводной лодке проекта 877 («Варшавянка») натуральный образец гидрореактивного движителя. Подводная лодка с этим движителем по ходовым качествам не уступала аналогичной с гребным винтом, а по акустическим характеристикам, особенно при движении на циркуляции, её превосходила. В настоящее время подобными типами движителей, которые стали называть водометными, работающими по принципу осевого насоса, оснащаются как отечественные, так и зарубежные подводные лодки. Данный движитель, предложенный А. Н. Патрашевым, был использован и для торпедного оружия.

## Публикации
Профессором Патрашевым написано более 200 научных работ, включая две фундаментальные монографии, а также книги, сочетающие теоретические основы и решение прикладных задач кораблестроения.
- Патрашев А. Н. Гидромеханика. Военмориздат, 1953.
- Патрашев А. Н. и др. Прикладная гидромеханика. М. Воениздат 1970 г. 688 с.,
- Патрашев А. Н. Научная школа академика Н. Н. Павловского // Труды ЛПИ. — 1984.
- Патрашев А. Н. Напорное движение грунтового потока, насыщенного мелкими песчаными и глинистыми частицами. Ч.1. «Изв. НИИГ», 1935, № 15, 16
- Патрашев А. Н., Бакалов С. А. Разработка методов расчета механической и химической суффозии. Техн.отчет, рукопись, ВНИИГ, Л., 1951
- Патрашев А. Н. Напорное движение грунтового потока, сопровождающееся выносом мелких частиц грунта. «Изв. НИИГ», Л., Энергоиздат, 1938, т.22
- Патрашев А. Н., Кулиев С. М. Гравийные фильтры для нефтяных скважин. Труды энергетического института им. И. Г. Есьмана АН Азербайджана.

## Награды
- Орден Ленина,
- Орден Красного Знамени,
- Орден Красной Звезды
- Медали.

## Память
- В 1995 году на здании Главного Адмиралтейства была установлена памятная доска в честь А. Н. Патрашева[1].
- В 2010 году лаборатории физического и математического моделирования гидродинамических процессов кафедры Механики и гидромеханики Военно-морского инженерного института (ныне Военно-морской политехнический институт) было присвоено имя Анатолия Николаевича Патрашева.

## Семья
- Дочь — Л. А. Патрашева, кандидат технических наук, СПбМТУ.